# 第23回衆議院議員総選挙
第23回衆議院議員総選挙（だい23かいしゅうぎいんぎいんそうせんきょ）は、1947年（昭和22年）4月25日に日本で行われた国会（衆議院）議員の総選挙である。

## 概要
衆議院第一党である日本自由党の総裁ではあったものの貴族院議員である吉田茂が総理大臣となっていた第1次吉田内閣は、「天皇の大命により組閣する」という大日本帝国憲法下の手続きを経て作られたものであったので、日本国憲法の施行を直前にして自らの正統性を世に問う目的で行われた。
総選挙実施に先立って衆議院議員選挙法の別表改正が行われ、戦前の第16回（1928年）から第21回（1942年）まで用いられた中選挙区が復活。但し、ソ連占領下の北方領土（選挙区上は北海道5区の一部）及び米国占領下の小笠原諸島（選挙区上は東京2区）には衆議院議員選挙法を適用しない旨が明記された。また、同様に米国占領下にあった奄美群島（選挙区上は鹿児島3区）及び沖縄県（全県区）については当分の間、衆議院議員選挙法を適用しないこととされた。また伊豆諸島の青ヶ島村は日本施政下にあったものの「通信困難地域」に指定されていたため、選挙が実施されなかった。

## 選挙データ

### 内閣
- 選挙時：第1次吉田内閣（第45代）
  - 内閣総理大臣：吉田茂（日本自由党総裁）
  - 与党：日本自由党
- 選挙後：片山内閣（第46代）
  - 内閣総理大臣：片山哲（初代日本社会党委員長）
  - 与党：日本社会党、民主党、国民協同党（社民国連立政権）

### 解散日
- 1947年（昭和22年）3月31日

### 解散名
- 新憲法解散[1]

### 公示日
- 1947年（昭和22年）3月31日

### 投票日
- 1947年（昭和22年）4月25日

### 改選数
- 466

### 選挙制度
- 中選挙区制：117
  - 3人区：40
  - 4人区：39
  - 5人区：38

投票方法
秘密投票、単記投票、1票制
選挙権
満20歳以上の日本国民
被選挙権
満25歳以上の日本国民
有権者数
40,907,493（男性：19,577,766　女性：21,329,727）

## 選挙活動

### 党派別立候補者数
| 党派                   | 党派       | 計    | 内訳 | 内訳 | 内訳 | 男性  | 女性 | 公示前 |
| 党派                   | 党派       | 計    | 前   | 元   | 新   | 男性  | 女性 | 公示前 |
| ---------------------- | ---------- | ----- | ---- | ---- | ---- | ----- | ---- | ------ |
|                        | 日本民主党 | 350   | 83   |      |      |       |      | 145    |
|                        | 日本自由党 | 326   | 92   |      |      |       |      | 139    |
|                        | 日本社会党 | 289   | 86   |      |      |       |      | 99     |
|                        | 国民協同党 | 108   | 41   |      |      |       |      | 63     |
|                        | 日本共産党 | 120   | 6    |      |      |       |      | 6      |
|                        | 日本農民党 | 12    | 1    |      |      |       |      | 4      |
|                        | 諸派       | 143   | 3    |      |      |       |      | 3      |
|                        | 無所属     | 242   | 4    |      |      |       |      | 6      |
| 合計                   | 合計       | 1,590 | 316  |      |      | 1,505 | 85   | 465    |
| 出典：『朝日選挙大観』 |            |       |      |      |      |       |      |        |

## 選挙結果

### 党派別獲得議席
| 党派                                            | 党派                     | 党派                     | 獲得 議席                | 増減                     | 得票数     | 得票率 | 公示前 |
| ----------------------------------------------- | ------------------------ | ------------------------ | ------------------------ | ------------------------ | ---------- | ------ | ------ |
| 与党                                            | 与党                     | 与党                     | 131                      | 008                      | 7,312,524  | 26.73% | 139    |
|                                                 |                          | 日本自由党               | 131                      | 008                      | 7,312,524  | 26.73% | 139    |
| 野党・無所属                                    | 野党・無所属             | 野党・無所属             | 335                      | 009                      | 20,049,083 | 73.27% | 326    |
|                                                 |                          | 日本社会党               | 143                      | 044                      | 7,176,882  | 26.23% | 99     |
|                                                 | 日本民主党               | 124                      | 021                      | 6,960,270                | 25.44%     | 145    |        |
|                                                 | 国民協同党               | 31                       | 032                      | 1,915,948                | 7.00%      | 63     |        |
|                                                 | 日本農民党               | 5                        | 001                      | 214,754                  | 0.78%      | 4      |        |
|                                                 | 日本共産党               | 4                        | 002                      | 1,002,883                | 3.67%      | 6      |        |
|                                                 | 諸派                     | 16                       | 013                      | 1,174,662                | 4.29%      | 3      |        |
|                                                 | 無所属                   | 12                       | 006                      | 1,603,684                | 5.86%      | 6      |        |
|                                                 | 欠員                     | 欠員                     | 0                        | 003                      | －         | －     | 3      |
| 総計                                            | 総計                     | 総計                     | 466                      | 002                      | 27,361,607 | 100.0% | 468    |
| 有効票数（有効率）                              | 有効票数（有効率）       | 有効票数（有効率）       | 有効票数（有効率）       | 有効票数（有効率）       | 27,361,607 | 98.43% |        |
| 無効票・白票数（無効率）                        | 無効票・白票数（無効率） | 無効票・白票数（無効率） | 無効票・白票数（無効率） | 無効票・白票数（無効率） | 436,141    | 1.57%  |        |
| 投票者数（投票率）                              | 投票者数（投票率）       | 投票者数（投票率）       | 投票者数（投票率）       | 投票者数（投票率）       | 27,797,748 | 67.95% |        |
| 棄権者数（棄権率）                              | 棄権者数（棄権率）       | 棄権者数（棄権率）       | 棄権者数（棄権率）       | 棄権者数（棄権率）       | 13,109,745 | 32.05% |        |
| 有権者数                                        | 有権者数                 | 有権者数                 | 有権者数                 | 有権者数                 | 40,907,493 | 100.0% |        |
| 出典：総務省統計局 衆議院議員総選挙一覽. 第23回 |                          |                          |                          |                          |            |        |        |

投票率：67.95％（前回比： 4.13％）
【男性：74.87％（前回比： 3.65％）　女性：61.60％（前回比： 5.37％）】

### 党派別当選者内訳
| 党派                   | 党派       | 計  | 内訳 | 内訳 | 内訳 | 男性 | 女性 |
| 党派                   | 党派       | 計  | 前   | 元   | 新   | 男性 | 女性 |
| ---------------------- | ---------- | --- | ---- | ---- | ---- | ---- | ---- |
|                        | 日本社会党 | 143 | 70   | 3    | 70   | 135  | 8    |
|                        | 日本自由党 | 131 | 71   | 1    | 59   | 128  | 3    |
|                        | 日本民主党 | 124 | 63   | 3    | 58   | 121  | 3    |
|                        | 国民協同党 | 31  | 24   | 0    | 7    | 30   | 1    |
|                        | 日本農民党 | 5   | 1    | 0    | 4    | 5    | 0    |
|                        | 日本共産党 | 4   | 2    | 0    | 2    | 4    | 0    |
|                        | 諸派       | 16  | 2    | 0    | 14   | 16   | 0    |
|                        | 無所属     | 12  | 4    | 0    | 8    | 12   | 0    |
| 総計                   | 総計       | 466 | 237  | 7    | 222  | 451  | 15   |
| 出典：『朝日選挙大観』 |            |     |      |      |      |      |      |

## 政党
| 日本自由党：131議席 総裁：吉田茂 幹事長 ：大野伴睦 総務会長 ：星島二郎 政務調査会長 ：芦田均            | | |
| 日本社会党：143議席 委員長：片山哲 書記長 ：西尾末広 政策審議会長 ：森戸辰男 国会対策委員長：浅沼稲次郎 | 日本民主党：124議席 総裁：（不在） 最高委員 ：斎藤隆夫 芦田均 一松定吉 河合良成 木村小左衛門 犬養健 楢橋渡 幹事長 ：石黒武重 政務調査会長：矢野庄太郎 | 国民協同党：31議席 委員長：（不在） 書記長 ：三木武夫 政務調査会長 ：船田享二 中央常任委員会議長：岡田勢一 |
| 日本農民党：5議席 委員長：中野四郎                                                                      | 日本共産党：4議席 書記長 ：徳田球一 政治局員：志賀義雄 野坂参三                                                                                       | |

諸派：16議席
- 2議席（1団体）

秋田県民主党　　　：平沢長吉（秋田1区）、根本龍太郎（秋田2区）
- 1議席（14団体）

社会革新党　　　　：外崎千代吉（青森2区）
日本人民党　　　　：只野直三郎（宮城1区）
立憲養正会　　　　：齋藤晃　　（福島3区）
日本農民組合　　　：山口武秀　（茨城2区）
農民連盟　　　　　：加藤吉太夫（福井全県区）
革新社会党　　　　：今村忠助　（長野3区）
新日本建設同盟　　：田中久雄　（三重1区）
鳥取県農民総同盟　：堀江実蔵　（鳥取全県区）
協同農民党　　　　：重富卓　　（山口2区）　
救国青年連盟　　　：織田正信　（香川1区）
福岡県農村青年連盟：中村寅太　（福岡1区）
農村連盟　　　　　：寺崎覚　　（福岡3区）　
農漁民協同党　　　：綱島正興　（長崎2区）
民権同志会　　　　：石原登　　（鹿児島2区）　

## 議員

### 当選者
日本社会党   日本自由党   民主党   国民協同党   日本農民党   日本共産党   諸派   無所属 
| 北海道   | 1区  | 苫米地英俊   | 椎熊三郎     | 正木清     | 境一雄       | 小川原政信 | 2区 | 河口陽一       | 和田敏明     | 佐々木秀世 | 坂東幸太郎   |            |
| 北海道   | 3区  | 冨永格五郎   | 館俊三       | 川村善八郎 |              |            | 4区 | 岡田春夫       | 北二郎       | 三好竹勇   | 山中日露史   | 松浦栄     |
| 北海道   | 5区  | 森三樹二     | 高倉定助     | 伊藤郷一   | 永井勝次郎   | 飯田義茂   |     |                |              |            |              |            |
| 青森県   | 1区  | 小笠原八十美 | 山崎岩男     | 苫米地義三 | 夏堀源三郎   |            | 2区 | 笹森順造       | 工藤鉄男     | 外崎千代吉 |              |            |
| 岩手県   | 1区  | 野原正勝     | 石川金次郎   | 山本猛夫   | 鈴木善幸     |            | 2区 | 小沢佐重喜     | 志賀健次郎   | 高田弥市   | 浅利三朗     |            |
| 宮城県   | 1区  | 庄司一郎     | 本間俊一     | 竹谷源太郎 | 佐々木更三   | 只野直三郎 | 2区 | 日野吉夫       | 大石倫治     | 角田幸吉   | 内海安吉     |            |
| 秋田県   | 1区  | 平沢長吉     | 石田博英     | 島田晋作   | 細野三千雄   |            | 2区 | 田中健吉       | 鈴木弥五郎   | 根本龍太郎 | 村上清治     |            |
| 山形県   | 1区  | 小野孝       | 大滝亀代司   | 松浦東介   | 海野三朗     |            | 2区 | 図司安正       | 泉山三六     | 金野定吉   | 上林与市郎   |            |
| 福島県   | 1区  | 八百板正     | 大内一郎     | 原孝吉     | 榊原千代     |            | 2区 | 中野寅吉       | 鈴木義男     | 林平馬     | 山下春江     | 円谷光衛   |
| 福島県   | 3区  | 関内正一     | 齋藤晃       | 小沢専七郎 |              |            |     |                |              |            |              |            |
| 茨城県   | 1区  | 葉梨新五郎   | 小野瀬忠兵衛 | 山口武秀   | 飯村泉       |            | 2区 | 山崎猛         | 萬田五郎     | 石野久男   |              |            |
| 茨城県   | 3区  | 鈴木明良     | 谷口武雄     | 菊池豊     | 原彪         | 菊池重作   |     |                |              |            |              |            |
| 栃木県   | 1区  | 相馬助治     | 矢野政男     | 戸叶里子   | 船田享二     | 高瀬伝     | 2区 | 山口好一       | 金子益太郎   | 小平久雄   | 大澤嘉平治   | 栗田英男   |
| 群馬県   | 1区  | 石井繁丸     | 生方大吉     | 鈴木強平   |              |            | 2区 | 松井豊吉       | 大島義晴     | 野本品吉   |              |            |
| 群馬県   | 3区  | 中曽根康弘   | 小峰柳多     | 武藤運十郎 | 最上英子     |            |     |                |              |            |              |            |
| 埼玉県   | 1区  | 川島金次     | 松永義雄     | 田島房邦   | 田口助太郎   |            | 2区 | 平岡良蔵       | 師岡栄一     | 山口六郎次 |              |            |
| 埼玉県   | 3区  | 青柳高一     | 関根久蔵     | 松崎朝治   |              |            | 4区 | 古島義英       | 佐瀬昌三     | 馬場秀夫   |              |            |
| 千葉県   | 1区  | 成島憲子     | 吉川兼光     | 多田勇     | 渋谷雄太郎   |            | 2区 | 山村新治郎     | 寺島隆太郎   | 仲内憲治   | 竹尾弌       |            |
| 千葉県   | 3区  | 水田三喜男   | 富田照       | 田中豊     | 野老誠       | 片岡伊三郎 |     |                |              |            |              |            |
| 神奈川県 | 1区  | 松尾トシ子   | 門司亮       | 高橋長治   | 三浦寅之助   |            | 2区 | 土井直作       | 笹口晃       | 白井佐吉   | 小暮藤三郎   |            |
| 神奈川県 | 3区  | 片山哲       | 鈴木雄二     | 萩原寿雄   | 岩本信行     | 磯崎貞序   |     |                |              |            |              |            |
| 山梨県   | 全県 | 天野久       | 松沢一       | 鈴木正文   | 平野力三     | 樋貝詮三   |     |                |              |            |              |            |
| 東京都   | 1区  | 浅沼稲次郎   | 櫻内義雄     | 原彪       | 野坂参三     |            | 2区 | 松岡駒吉       | 加藤シヅエ   | 菊池義郎   |              |            |
| 東京都   | 3区  | 鈴木茂三郎   | 広川弘禅     | 徳田球一   |              |            | 4区 | 花村四郎       | 荒畑勝三     | 菊川忠雄   |              |            |
| 東京都   | 5区  | 田川大吉郎   | 鈴木仙八     | 石田一松   | 加藤隆太郎   |            | 6区 | 島村一郎       | 林連         | 島上善五郎 | 山口シヅエ   | 中島守利   |
| 東京都   | 7区  | 松谷天光光   | 栗山長次郎   | 並木芳雄   | 山花秀雄     | 八並達雄   |     |                |              |            |              |            |
| 新潟県   | 1区  | 北昤吉       | 笠原貞造     | 石山賢吉   |              |            | 2区 | 高岡忠弘       | 井伊誠一     | 渡辺良夫   | 玉井祐吉     |            |
| 新潟県   | 3区  | 亘四郎       | 神山栄一     | 田中角栄   | 清沢俊英     | 稲村順三   | 4区 | 猪俣浩三       | 塚田十一郎   | 荊木一久   |              |            |
| 富山県   | 1区  | 佐伯宗義     | 鍛冶良作     | 矢後嘉蔵   |              |            | 2区 | 内藤友明       | 橘直治       | 綿貫佐民   |              |            |
| 石川県   | 1区  | 井村徳二     | 竹田儀一     | 東舜英     |              |            | 2区 | 大森玉木       | 益谷秀次     | 五坪茂雄   |              |            |
| 福井県   | 全県 | 長谷川政友   | 坪川信三     | 加藤吉太夫 | 青木清左衛門 |            |     |                |              |            |              |            |
| 長野県   | 1区  | 倉石忠雄     | 小坂善太郎   | 本藤恒松   |              |            | 2区 | 井出一太郎     | 唐木田藤五郎 | 小林運美   |              |            |
| 長野県   | 3区  | 野溝勝       | 吉川久衛     | 今村忠助   | 林百郎       |            | 4区 | 増田甲子七     | 降旗徳弥     | 植原悦二郎 |              |            |
| 岐阜県   | 1区  | 平工喜一     | 大野伴睦     | 武藤嘉一   | 木村公平     | 山本幸一   | 2区 | 長谷川俊一     | 安東義良     | 伊藤恭一   | 岡村利右衛門 |            |
| 静岡県   | 1区  | 原栄作       | 神田博       | 加藤静雄   | 池谷信一     | 岡野繁蔵   | 2区 | 石橋湛山       | 宮幡靖       | 小松勇次   | 山崎道子     | 勝間田清一 |
| 静岡県   | 3区  | 竹山祐太郎   | 鈴木里一郎   | 坪井亀蔵   | 川合彰武     |            |     |                |              |            |              |            |
| 愛知県   | 1区  | 服部崎市     | 赤松勇       | 加藤勘十   | 辻寛一       | 橋本金一   | 2区 | 早稲田柳右衛門 | 深津玉一郎   | 田中斉     | 水野實郎     |            |
| 愛知県   | 3区  | 江崎真澄     | 河野金昇     | 佐藤観次郎 |              |            | 4区 | 中垣國男       | 中野四郎     | 千賀康治   | 酒井俊雄     |            |
| 愛知県   | 5区  | 青木孝義     | 八木一郎     | 林大作     |              |            |     |                |              |            |              |            |
| 三重県   | 1区  | 川崎秀二     | 水谷昇       | 田中久雄   | 松田正一     | 松本一郎   | 2区 | 尾崎行雄       | 足立梅市     | 石原円吉   | 生悦住貞太郎 |            |
| 滋賀県   | 全県 | 森幸太郎     | 今井耕       | 矢尾喜三郎 | 長野重右衛門 | 花月純誠   |     |                |              |            |              |            |
| 京都府   | 1区  | 水谷長三郎   | 竹内克巳     | 小川半次   | 辻井民之助   | 川橋豊治郎 | 2区 | 芦田均         | 太田典礼     | 中野武雄   | 大石ヨシエ   | 奥村竹三   |
| 大阪府   | 1区  | 一松定吉     | 大矢省三     | 河井栄蔵   | 有田二郎     |            | 2区 | 西尾末広       | 前田種男     | 細川八十八 | 中山マサ     |            |
| 大阪府   | 3区  | 幣原喜重郎   | 井上良二     | 松原喜之次 | 原田憲       |            | 4区 | 田中萬逸       | 叶凸         | 久保田鶴松 | 喜多楢治郎   |            |
| 大阪府   | 5区  | 小西寅松     | 西村栄一     | 平島良一   |              |            |     |                |              |            |              |            |
| 兵庫県   | 1区  | 松沢兼人     | 佃良一       | 永江一夫   |              |            | 2区 | 原健三郎       | 米窪満亮     | 中村俊夫   | 山下栄二     | 後藤悦治   |
| 兵庫県   | 3区  | 河合義一     | 細田忠治郎   | 田中源三郎 |              |            | 4区 | 木下栄         | 山名義芳     | 堀川恭平   | 大上司       |            |
| 兵庫県   | 5区  | 斎藤隆夫     | 小島徹三     | 佐々木盛雄 |              |            |     |                |              |            |              |            |
| 奈良県   | 全県 | 北浦圭太郎   | 伊瀬幸太郎   | 中村元治郎 | 東井三代次   | 前田正男   |     |                |              |            |              |            |
| 和歌山県 | 1区  | 田中織之進   | 山口喜久一郎 | 今村長太郎 |              |            | 2区 | 松本真一       | 世耕弘一     | 早川崇     |              |            |
| 鳥取県   | 全県 | 稲田直道     | 庄司彦男     | 堀江実蔵   | 梶川静雄     |            |     |                |              |            |              |            |
| 島根県   | 全県 | 木村小左衛門 | 中崎敏       | 松本淳造   | 生越三郎     | 木村栄     |     |                |              |            |              |            |
| 岡山県   | 1区  | 黒田寿男     | 大村清一     | 小枝一雄   | 西山冨佐太   | 榊原亨     | 2区 | 星島二郎       | 中原健次     | 近藤鶴代   | 重井鹿治     | 多賀安郎   |
| 広島県   | 1区  | 松本瀧藏     | 藤田栄       | 佐竹新市   |              |            | 2区 | 谷川昇         | 前田栄之助   | 武田キヨ   | 大原博夫     |            |
| 広島県   | 3区  | 森戸辰男     | 原侑         | 大宮伍三郎 | 高津正道     | 田淵実夫   |     |                |              |            |              |            |
| 山口県   | 1区  | 今澄勇       | 坂本実       | 周東英雄   | 庄忠人       |            | 2区 | 重富卓         | 受田新吉     | 田村虎一   | 守田道輔     | 中嶋勝一   |
| 徳島県   | 全県 | 三木武夫     | 成瀬喜五郎   | 柏原義則   | 岡田勢一     | 秋田大助   |     |                |              |            |              |            |
| 香川県   | 1区  | 織田正信     | 成田知巳     | 溝淵松太郎 |              |            | 2区 | 豊沢豊雄       | 福田繁芳     | 矢野庄太郎 |              |            |
| 愛媛県   | 1区  | 岡井藤志郎   | 米田吉盛     | 安平鹿一   |              |            | 2区 | 赤松明勅       | 村瀬宣親     | 馬越晃     |              |            |
| 愛媛県   | 3区  | 井谷正吉     | 高橋英吉     | 明礼輝三郎 |              |            |     |                |              |            |              |            |
| 高知県   | 全県 | 吉田茂       | 林譲治       | 黒岩重治   | 佐竹晴記     | 長野長広   |     |                |              |            |              |            |
| 福岡県   | 1区  | 田中松月     | 中村寅太     | 中島茂喜   | 大神善吉     | 福田昌子   | 2区 | 西田隆男       | 岡部得三     | 伊藤卯四郎 | 松本七郎     | 淵上房太郎 |
| 福岡県   | 3区  | 荒木万寿夫   | 石井光次郎   | 寺崎覚     | 古賀喜太郎   | 田中稔男   | 4区 | 衛藤速         | 長尾達生     | 成重光真   | 平井義一     |            |
| 佐賀県   | 全県 | 中村又一     | 森直次       | 大島多蔵   | 梁井淳二     | 角田藤三郎 |     |                |              |            |              |            |
| 長崎県   | 1区  | 本多市郎     | 今村等       | 本田英作   | 若松虎雄     | 久保猛夫   | 2区 | 北村徳太郎     | 綱島正興     | 藤原繁太郎 | 西村久之     |            |
| 熊本県   | 1区  | 松野頼三     | 打出信行     | 坂口主税   | 宮村又八     | 寺本斎     | 2区 | 吉田安         | 園田直       | 細川隆元   | 坂田道太     | 福永一臣   |
| 大分県   | 1区  | 梅林時雄     | 村上勇       | 金光義邦   | 野上健次     |            | 2区 | 安田幹太       | 松原一彦     | 宇都宮則綱 |              |            |
| 宮崎県   | 1区  | 片島港       | 押川定秋     | 川野芳満   |              |            | 2区 | 川越博         | 石神啓吾     | 森山武彦   |              |            |
| 鹿児島県 | 1区  | 井上知治     | 上林山栄吉   | 中村嘉寿   | 村尾薩男     |            | 2区 | 冨吉榮二       | 石原登       | 尾崎末吉   |              |            |
| 鹿児島県 | 3区  | 前田郁       | 的場金右衛門 | 佐藤通吉   |              |            |     |                |              |            |              |            |

#### 補欠当選等
| 年                   | 月日  | 選挙区     | 新旧別     | 当選者     | 所属党派   | 欠員       | 所属党派       | 欠員事由       |
| -------------------- | ----- | ---------- | ---------- | ---------- | ---------- | ---------- | -------------- | -------------- |
| 1947                 | 12.19 | 新潟1区    | 元         | 松木弘     | 日本自由党 | 北昤吉     | 日本自由党     | 1947.7.20辞職  |
| 1947                 | 12.19 | 新潟1区    | 元         | 舟崎由之   | 民主党     | 石山賢吉   | 日本自由党     | 1947.11.17辞職 |
| 1947                 | -     | 東京6区    | （未実施） | （未実施） | （未実施） | 林連       | 民主党         | 1947.5.21辞職  |
| 1947                 | -     | 兵庫3区    | （未実施） | （未実施） | （未実施） | 細田忠治郎 | 民主党         | 1947.5.21辞職  |
| 1947                 | -     | 愛知1区    | （未実施） | （未実施） | （未実施） | 服部崎市   | 民主党         | 1947.6.2死去   |
| 1947                 | -     | 富山2区    | （未実施） | （未実施） | （未実施） | 綿貫佐民   | 日本自由党     | 1947.6.3辞職   |
| 1947                 | -     | 静岡1区    | （未実施） | （未実施） | （未実施） | 原栄作     | 日本自由党     | 1947.6.5辞職   |
| 1947                 | -     | 福岡3区    | （未実施） | （未実施） | （未実施） | 石井光次郎 | 日本自由党     | 1947.6.10辞職  |
| 1947                 | -     | 静岡2区    | （未実施） | （未実施） | （未実施） | 石橋湛山   | 日本自由党     | 1947.6.10辞職  |
| 1947                 | -     | 埼玉2区    | （未実施） | （未実施） | （未実施） | 平岡良蔵   | 日本自由党     | 1947.7.27辞職  |
| 1947                 | -     | 東京5区    | （未実施） | （未実施） | （未実施） | 田川大吉郎 | 日本社会党     | 1947.10.9死去  |
| 1947                 | -     | 愛知2区    | （未実施） | （未実施） | （未実施） | 田中齊     | 日本社会党     | 1947.11.7辞職  |
| 1947                 | -     | 茨城1区    | （未実施） | （未実施） | （未実施） | 葉梨新五郎 | 日本自由党     | 1947.11.26辞職 |
| 1947                 | -     | 群馬1区    | （未実施） | （未実施） | （未実施） | 生方大吉   | 民主党         | 1947.12.5辞職  |
| 1948                 | 4.4   | 広島3区    | 新         | 高橋禎一   | 民主党     | 大宮伍三郎 | 民主党         | 1947.12.13辞職 |
| 1948                 | 4.4   | 広島3区    | 元         | 平川篤雄   | 国民協同党 | 原侑       | 無所属         | 1948.1.30辞職  |
| 1948                 | 5.21  | 宮城2区    | 新         | 大石武一   | 民主自由党 | 日野吉夫   | 日本社会党     | 1947.6.2辞職   |
| 1948                 | 5.21  | 宮城2区    | 新         | 高橋清治郎 | 民主党     | 大石倫治   | 民主自由党     | 1948.3.30死去  |
| 1948                 | 11.26 | 長崎1区    | 新         | 坪内八郎   | 民主自由党 | 今村等     | 日本社会党     | 1947.7.11辞職  |
| 1948                 | 11.26 | 長崎1区    | 新         | 岡西明貞   | 民主自由党 | 本田英作   | 新自由党準備会 | 1948.10.4死去  |
| 1948                 | -     | 山梨全県区 | （未実施） | （未実施） | （未実施） | 平野力三   | 無所属         | 1948.2.4辞職   |
| 1948                 | -     | 茨城2区    | （未実施） | （未実施） | （未実施） | 山崎猛     | 民主自由党     | 1948.10.14辞職 |
| 1948                 | -     | 兵庫1区    | （未実施） | （未実施） | （未実施） | 永江一夫   | 日本社会党     | 1948.11.9辞職  |
| 1948                 | -     | 山形2区    | （未実施） | （未実施） | （未実施） | 泉山三六   | 民主自由党     | 1948.12.14辞職 |
| 出典：戦後の補欠選挙 |       |            |            |            |            |            |                |                |

### 初当選
計222名
○：貴族院議員経験者
日本自由党
59名
- 冨永格五郎（北海道3区）
- 川村善八郎（北海道3区）
- 松浦栄　　（北海道4区）
- 野原正勝　（岩手1区）
- 高田弥市　（岩手2区）
- 浅利三朗　（岩手2区）
- 角田幸吉　（宮城2区）
- 石田博英　（秋田1区）
- 村上清治　（秋田2区）
- 大滝亀代司（山形1区）
- 泉山三六　（山形2区）
- 関内正一　（福島3区）

- 田口助太郎（埼玉1区）
- 山口六郎次（埼玉2区）
- 松崎朝治　（埼玉3区）
- 佐瀬昌三　（埼玉4区）
- 多田勇　　（千葉1区）
- 渋谷雄太郎（千葉1区）
- 仲内憲治　（千葉2区）
- 竹尾弌　　（千葉2区）
- 富田照　　（千葉3区）
- 白井佐吉　（神奈川2区）
- 小暮藤三郎（神奈川2区）
- 鈴木正文　（山梨全県区）

- 菊池義郎　（東京2区）
- 加藤隆太郎（東京5区）
- 石山賢吉　（新潟1区）
- 渡邊良夫　（新潟2区）
- 鍛冶良作　（富山1区）
- 倉石忠雄　（長野1区）
- 増田甲子七（長野4区）
- 安東義良　（岐阜2区）
- 岡村利右衛門（岐阜2区）
- 原栄作　　（静岡1区）
- 石橋湛山　（静岡2区）
- 宮幡靖　　（静岡2区）

- 鈴木里一郎（静岡3区）
- 奥村竹三　（京都2区）
- 中山マサ　（大阪2区）
- 原田憲　　（大阪3区）
- 平島良一　（大阪5区）
- 山名義芳　（兵庫4区）
- 佐々木盛雄（兵庫5区）
- 今村長太郎（和歌山1区）
- 大村清一　（岡山1区）○
- 榊原亨　　（岡山1区）
- 谷川昇　　（広島2区）
- 周東英雄　（山口1区）

- 田村虎一　（山口2区）
- 岡井藤志郎（愛媛1区）
- 明礼輝三郎（愛媛3区）
- 吉田茂　（高知全県区）○
- 淵上房太郎（福岡2区）
- 平井義一　（福岡4区）
- 森直次　　（佐賀全県区）
- 梁井淳二　（佐賀全県区）
- 若松虎雄　（長崎1区）
- 松野頼三　（熊本1区）
- 福永一臣　（熊本2区）

日本社会党
70名
- 境一雄　　（北海道1区）
- 和田敏明　（北海道2区）
- 館俊三　　（北海道3区）
- 山中日露史（北海道4区）
- 鈴木善幸　（岩手1区）
- 佐々木更三（宮城1区）
- 日野吉夫　（宮城2区）
- 金野定吉　（山形2区）
- 上林与市郎（山形2区）
- 八百板正　（福島1区）
- 萬田五郎　（茨城2区）
- 石野久男　（茨城2区）
- 菊池重作　（茨城3区）
- 石井繁丸　（群馬1区）

- 大島義晴　（群馬2区）
- 師岡栄一　（埼玉2区）
- 馬場秀夫　（埼玉4区）
- 門司亮　　（神奈川1区）
- 笹口晃　　（神奈川2区）
- 鈴木雄二　（神奈川3区）
- 菊川忠雄　（東京4区）
- 島上善五郎（東京6区）
- 笠原貞造　（新潟1区）
- 玉井祐吉　（新潟2区）
- 猪俣浩三　（新潟4区）
- 矢後嘉蔵　（富山1区）
- 本藤恒松　（長野1区）
- 平工喜一　（岐阜1区）

- 山本幸一　（岐阜1区）
- 加藤静雄　（静岡1区）
- 池谷信一　（静岡1区）
- 勝間田清一（静岡2区）
- 川合彰武　（静岡3区）
- 田中斉　　（愛知2区）
- 水野實郎　（愛知2区）
- 佐藤観次郎（愛知3区）
- 林大作　　（愛知5区）
- 足立梅市　（三重2区）
- 太田典礼　（京都2区）
- 河井栄蔵　（大阪1区）
- 前田種男　（大阪2区）
- 松原喜之次（大阪3区）

- 久保田鶴松（大阪4区）
- 伊瀬幸太郎（奈良全県区）
- 田中織之進（和歌山1区）
- 松本真一　（和歌山2区）
- 庄司彦男　（鳥取全県区）
- 梶川静雄　（鳥取全県区）
- 佐竹新市　（広島1区）
- 田淵実夫　（広島3区）
- 今澄勇　　（山口1区）
- 守田道輔　（山口2区）
- 成瀬喜五郎（徳島全県区）
- 成田知巳　（香川1区）
- 溝淵松太郎（香川1区）
- 赤松明勅　（愛媛2区）

- 井谷正吉　（愛媛3区）
- 福田昌子　（福岡1区）
- 田中稔男　（福岡3区）
- 衛藤速　　（福岡4区）
- 成重光真　（福岡4区）
- 角田藤三郎（佐賀全県区）
- 藤原繁太郎（長崎2区）
- 細川隆元　（熊本2区）
- 野上健次　（大分1区）
- 安田幹太　（大分2区）
- 片島港　　（宮崎1区）
- 石神啓吾　（宮崎2区）
- 森山武彦　（宮崎2区）
- 村尾薩男　（鹿児島1区）

民主党
58名
- 佐々木秀世（北海道2区）
- 三好竹勇　（北海道4区）
- 山本猛夫　（岩手1区）
- 志賀健次郎（岩手2区）
- 原孝吉　　（福島1区）
- 小沢専七郎（福島3区）
- 飯村泉　　（茨城1区）
- 原彪　　　（茨城3区）
- 矢野政男　（栃木1区）
- 小平久雄　（栃木2区）
- 大澤嘉平治（栃木2区）
- 栗田英男　（栃木2区）

- 松井豊吉　（群馬2区）
- 中曽根康弘（群馬3区）
- 田島房邦　（埼玉1区）
- 青柳高一　（埼玉3区）
- 成島憲子　（千葉1区）
- 田中豊　　（千葉3区）
- 高橋長治　（神奈川1区）
- 櫻内義雄　（東京1区）
- 並木芳雄　（東京7区）
- 八並達雄　（東京7区）
- 高岡忠弘　（新潟2区）
- 神山栄一　（新潟3区）

- 田中角栄　（新潟3区）
- 佐伯宗義　（富山1区）
- 井村徳二　（石川1区）
- 東舜英　　（石川1区）
- 大森玉木　（石川2区）
- 長谷川政友（福井全県区）
- 小林運美　（長野2区）
- 長谷川俊一（岐阜2区）
- 岡野繁蔵　（静岡1区）
- 小松勇次　（静岡2区）
- 橋本金一　（愛知1区）
- 中垣國男　（愛知4区）

- 千賀康治　（愛知4区）
- 八木一郎　（愛知5区）
- 松本一郎　（三重1区）
- 生悦住貞太郎（三重2区）
- 幣原喜重郎（大阪3区）○
- 中村俊夫　（兵庫2区）
- 後藤悦治　（兵庫2区）
- 大上司　　（兵庫4区）
- 生越三郎　（島根全県区）
- 庄忠人　　（山口1区）
- 中嶋勝一　（山口2区）

- 村瀬宣親　（愛媛2区）
- 西田隆男　（福岡2区）
- 荒木万寿夫（福岡3区）
- 打出信行　（熊本1区）
- 坂口主税　（熊本1区）
- 寺本斎　　（熊本1区）
- 園田直　　（熊本2区）
- 梅林時雄　（大分1区）
- 宇都宮則綱（大分2区）
- 尾崎末吉　（鹿児島2区）
- 佐藤通吉　（鹿児島3区）

国民協同党
7名
- 谷口武雄　（茨城3区）
- 萩原寿雄　（神奈川3区）
- 内藤友明　（富山2区）
- 唐木田藤五郎（長野2区）
- 吉川久衛　（長野3区）

- 小枝一雄　（岡山1区）
- 多賀安郎　（岡山2区）

日本農民党
4名
- 河口陽一　（北海道2区）
- 北二郎　　（北海道4区）
- 高倉定助　（北海道5区）
- 中村元治郎（奈良全県区）

日本共産党
2名
- 林百郎　　（長野3区）
- 木村栄　　（島根全県区）

諸派
14名
- 外崎千代吉（青森2区）
- 平沢長吉　（秋田1区）
- 根本龍太郎（秋田2区）
- 只野直三郎（宮城1区）
- 齋藤晃　　（福島3区）

- 山口武秀　（茨城1区）
- 加藤吉太夫（福井全県区）
- 今村忠助　（長野3区）
- 堀江実蔵　（鳥取全県区）
- 重富卓　　（山口2区）

- 織田正信　（香川1区）
- 中村寅太　（福岡1区）
- 寺崎覚　　（福岡3区）
- 綱島正興　（長崎2区）

無所属
8名
- 相馬助治　（栃木1区）
- 野老誠　　（千葉3区）
- 前田正男　（奈良全県区）
- 受田新吉　（山口2区）
- 黒岩重治　（高知全県区）

- 大神善吉　（福岡1区）
- 押川定秋　（宮崎1区）
- 前田郁　　（鹿児島3区）

### 返り咲き・復帰
計7名
日本自由党
1名
- 川橋豊治郎（京都1区）

日本社会党
3名
- 田川大吉郎（東京5区）
- 河合義一　（兵庫3区）
- 重井鹿治　（岡山2区）

民主党
3名
- 工藤鉄男　（青森2区）
- 服部崎市　（愛知1区）
- 米田吉盛　（愛媛1区）

### 引退・不出馬
計149名
△：公職追放による不出馬
●：第1回参議院議員通常選挙当選者
日本自由党
47名
- 平塚常次郎（旧北海道1区）
- 武田信之助（旧北海道2区）
- 松川昌藏　（旧岩手全県区）
- 八重樫利康（旧岩手全県区）
- 菊池長右衛門（旧岩手全県区）
- 大井直之助（旧秋田全県区）
- 加藤宗平　（旧福島全県区）
- 杉田一郎　（旧栃木全県区）
- 荒舩清十郎（旧埼玉全県区）
- 高橋泰雄　（旧埼玉全県区）

- 山本勝市　（旧埼玉全県区）
- 三ッ林幸三（旧埼玉全県区）
- 井田友平　（旧埼玉全県区）
- 森曉　　　（旧千葉全県区）
- 横田清蔵　（旧千葉全県区）
- 木島義夫　（旧千葉全県区）
- 小此木歌治（旧神奈川全県区）
- 山本正一　（旧神奈川全県区）
- 竹内茂代　（旧東京1区）
- 大久保留次郎（旧東京2区）

- 小沢国治　（旧新潟1区）
- 板倉治作　（旧新潟2区）
- 殿田孝次　（旧石川全県区）
- 水口周平　（旧岐阜全県区）
- 森田豊寿　（旧静岡全県区）●
- 鈴木平一郎（旧静岡全県区）
- 大塚甚之助（旧静岡全県区）
- 加藤一雄　（旧静岡全県区）
- 佐藤虎次郎（旧静岡全県区）
- 小池政恩　（旧静岡全県区）

- 服部岩吉　（滋賀全県区）
- 原藤右門　（旧大阪2区）[注釈 3]
- 左藤義詮　（旧大阪2区）●
- 瀧清麻吉　（奈良全県区）
- 小野真次　（旧和歌山全県区）
- 飯国壮三郎（島根全県区）
- 木村義雄　（旧山口全県区）
- 田辺譲　　（旧山口全県区）
- 寺尾豊　　（高知全県区）●
- 山田善三　（旧福岡1区）

- 江藤夏雄　（佐賀全県区）
- 田中善内　（佐賀全県区）
- 栗原大島太郎（旧長崎全県区）
- 上塚司　（旧熊本全県区）
- 渕田長一郎（旧熊本全県区）
- 小見山七十五郎（旧熊本全県区）
- 塩月学　　（旧大分全県区）

日本社会党
13名
- 菊地養之輔（旧宮城全県区）
- 町田三郎　（旧群馬全県区）
- 金井芳次　（旧神奈川全県区）
- 中村高一　（旧東京2区）
- 玉井潤次　（旧新潟1区）

- 棚橋小虎　（旧長野全県区）
- 林虎雄　　（旧長野全県区）
- 長谷川保　（旧静岡全県区）
- 山崎常吉　（旧愛知1区）
- 杉本勝次　（旧福岡1区）

- 上田清次郎（旧福岡2区）
- 田原春次　（旧福岡2区）
- 森本義夫　（旧福岡2区）

民主党
62名
- 有馬英二　（旧北海道1区）
- 地崎宇三郎（旧北海道1区）
- 津島文治　（旧青森全県区）
- 柴田兵一郎（旧岩手全県区）
- 井上東治郎（旧宮城全県区）
- 丸山修一郎（旧秋田全県区）
- 中川重春　（旧秋田全県区）
- 大久保傳藏（旧山形全県区）
- 石黒武重　（旧山形全県区）
- 荒木武行　（旧福島全県区）
- 太田秋之助（旧福島全県区）
- 村井八郎　（旧福島全県区）
- 鈴木周次郎（旧福島全県区）

- 星一　　　（旧福島全県区）●
- 大津桂一　（旧茨城全県区）
- 武藤常介　（旧茨城全県区）
- 中山栄一　（旧茨城全県区）
- 加藤高蔵　（旧茨城全県区）
- 宮原庄助　（旧茨城全県区）
- 江部順治　（旧栃木全県区）
- 山口光一郎（旧栃木全県区）
- 大島定吉　（旧栃木全県区）●
- 菅又薫　　（旧栃木全県区）
- 飯島祐之　（旧群馬全県区）
- 山田悟六　（旧群馬全県区）
- 滝沢浜吉　（旧群馬全県区）

- 宮前進　　（旧埼玉全県区）
- 成島勇　　（旧千葉全県区）△
- 白井秀吉　（旧新潟1区）
- 吉沢仁太郎（旧新潟2区）
- 佐藤久雄　（旧富山全県区）
- 江川為信　（旧石川全県区）
- 宮沢才吉　（旧長野全県区）
- 平野増吉　（旧岐阜全県区）
- 日比野民平（旧岐阜全県区）
- 廿日出厖　（旧静岡全県区）
- 白木一平　（旧愛知1区）
- 神戸眞　　（旧愛知1区）
- 小林錡　　（旧愛知2区）

- 岡本実太郎（旧愛知2区）
- 九鬼紋十郎（旧三重全県区）●
- 田中伊三次（旧京都全府区）
- 寺田栄吉　（旧大阪2区）
- 森崎了三　（旧兵庫1区）
- 小池新太郎（旧兵庫2区）
- 小笹耕作　（旧兵庫2区）
- 仲川房次郎（奈良全県区）
- 池村平太郎（旧和歌山全県区）
- 佐伯忠義　（鳥取全県区）
- 原夫次郎　（島根全県区）
- 犬養健　　（旧岡山全県区）
- 仲子隆　　（旧山口全県区）●

- 桂作蔵　　（旧愛媛全県区）
- 稲本早苗　（旧愛媛全県区）
- 森山ヨネ　（旧福岡1区）
- 楢橋渡　　（旧福岡1区）
- 松岡運　　（旧福岡2区）
- 保利茂　　（佐賀全県区）
- 林田正治　（旧熊本全県区）
- 原尻束　　（旧大分全県区）
- 八坂善一郎（旧大分全県区）
- 原捨思　　（旧鹿児島全県区）

国民協同党
22名
- 太田鉄太郎（旧北海道2区）
- 磯田正則　（旧埼玉全県区）
- 鈴木憲一　（旧神奈川全県区）●
- 野村ミス　（旧新潟2区）
- 麻生正蔵　（旧富山全県区）

- 稲田健治　（旧富山全県区）
- 米倉龍也　（旧長野全県区）●
- 小川一平　（旧長野全県区）
- 増井慶太郎（旧静岡全県区）
- 越原はる　（旧愛知1区）

- 穂積七郎　（旧愛知2区）
- 駒井藤平　（奈良全県区）●
- 赤沢正道　（鳥取全県区）
- 井上赳　　（島根全県区）
- 林興一郎　（旧広島全県区）

- 藤井正男　（旧広島全県区）
- 久芳庄二郎（旧山口全県区）
- 橋本二郎　（旧熊本全県区）
- 平野八郎　（旧大分全県区）
- 伊東岩男　（旧宮崎全県区）

- 森由己雄　（旧宮崎全県区）
- 井上徳命　（旧鹿児島全県区）

日本農民党
3名
- 北勝太郎　（旧北海道1区）△
- 北政清　　（旧北海道1区）△
- 伊藤実雄　（旧広島全県区）

無所属
2名
- 山木武夫　（旧山形全県区）
- 細迫兼光　（旧山口全県区）

### 落選
計79名
日本自由党
21名
- 安部俊吾　（宮城1区）
- 牧野寛索　（山形1区）
- 河原田巌　（茨城1区）
- 杉田馨子　（茨城3区）
- 加藤睦之介（埼玉4区）

- 斉藤行蔵　（千葉3区）
- 今井はつ　（福井全県区）
- 田中重弥　（長野1区）
- 田中実司　（岐阜1区）
- 稲葉道意　（岐阜1区）

- 大谷瑩潤　（愛知4区）
- 三木キヨ子（大阪2区）
- 松永仏骨　（大阪4区）
- 本多花子　（大阪5区）
- 川西清　　（兵庫3区）

- 若林義孝　（岡山1区）
- 井上卓一　（岡山1区）
- 滝澤脩作　（岡山2区）
- 厚東常吉　（山口1区）
- 松浦薫　　（香川2区）

- 薬師神岩太郎（愛媛3区）

日本社会党
16名
- 新妻イト　（北海道1区）
- 大澤喜代一（青森2区）
- 及川規　　（岩手2区）
- 細田綱吉　（茨城3区）
- 米山久　　（石川1区）

- 堂森芳夫　（福井全県区）
- 奥村又十郎（福井全県区）
- 加藤鐐造　（岐阜2区）
- 渋谷昇次　（静岡1区）
- 沢田ひさ　（三重1区）

- 田村定一　（山口1区）
- 平野市太郎（香川1区）
- 田万広文　（香川2区）
- 林田哲雄　（愛媛2区）
- 氏原一郎　（高知全県区）

- 山下ツ子　（熊本1区）

民主党
20名
- 本名武　　（北海道5区）
- 菅原エン　（岩手2区）
- 米山文子　（山形1区）
- 竹内歌子　（埼玉1区）
- 青木泰助　（千葉3区）

- 笠井重治　（山梨全県区）
- 舟崎由之　（新潟1区）
- 村島喜代　（新潟1区）
- 伊藤幸太郎（三重1区）
- 冨田ふさ　（京都1区）

- 木村チヨ　（京都2区）
- 中山タマ　（兵庫2区）
- 八木佐太治（兵庫4区）
- 斎藤てい　（和歌山1区）
- 逢沢寛　　（岡山1区）

- 紅露みつ　（徳島全県区）
- 関谷勝利　（愛媛1区）
- 布利秋　　（愛媛3区）
- 小柳冨太郎（長崎1区）
- 大橋喜美　（宮崎1区）

国民協同党
17名
- 東隆　　　（北海道1区）
- 松本六太郎（北海道2区）
- 香川兼吉　（北海道4区）
- 丹野実　　（宮城1区）
- 吉田セイ　（神奈川1区）

- 中田栄太郎（富山1区）
- 安藤はつ　（長野1区）
- 池上隆祐　（長野4区）
- 田中たつ　（鳥取全県区）
- 平川篤雄　（広島1区）

- 疋田敏男　（山口1区）
- 石崎千松　（福岡2区）
- 藤本虎喜　（熊本2区）
- 鹿島透　　（宮崎1区）
- 宇田国栄　（鹿児島1区）

- 原国　　　（鹿児島2区）
- 二階堂進　（鹿児島3区）

日本共産党
4名
- 柄沢とし子（北海道3区）
- 中西伊之助（神奈川3区）
- 高倉輝　　（長野2区）
- 志賀義雄　（大阪1区）

諸派
1名
- 和崎ハル　（秋田1区）[注釈 4]

### 記録的当選者・落選者
|                | 氏名         | 政党   | 選挙区     | 記録         |
| -------------- | ------------ | ------ | ---------- | ------------ |
| 最年少当選者   | 織田正信     | 諸派   | 香川1区    | 25歳4ヶ月    |
| 最高齢当選者   | 尾崎行雄     | 無所属 | 三重2区    | 88歳4ヶ月    |
| 最多得票当選者 | 木村小左衛門 | 民主   | 島根全県区 | 124,443票    |
| 最少得票当選者 | 生悦住貞太郎 | 民主   | 三重2区    | 14,587票     |
| 最多得票落選者 | 川西清       | 自由   | 兵庫3区    | 32,482票     |
| 最多当選       | 尾崎行雄     | 無所属 | 三重2区    | 23回（連続） |

## 選挙後

### 国会
第1回国会（特別会）
会期：1947年5月20日 - 12月9日
- 衆議院議長選挙（1947年5月21日　投票者数：415　過半数：208）[18]

松岡駒吉　（社会党）　：274票
山崎猛　　（自由党）　：126票
綱島正興　（日本農民党）　：007票
生方大吉　（民主党）　：001票
齋藤隆夫　（民主党）　：001票
無効　　　　　　　　　　：006票
- 衆議院副議長選挙（1947年5月21日　投票者数：420　過半数：211）

田中萬逸　（民主党）　：287票
大石倫治　（自由党）　：121票
高倉定助　（日本農民党）　：007票
山崎猛　　（自由党）　：001票
田中健吉　（社会党）　：001票
無効　　　　　　　　　　：003票
- 内閣総理大臣指名選挙（1947年5月23日）

衆議院議決（投票者数：426　過半数：214）
片山哲　　（社会党）　：420票
吉田茂　　（自由党）　：001票
齋藤晃　　（立憲養正会）　：001票
無効　　　　　　　　　　：004票
第2回国会（臨時会）
会期：1947年12月10日 - 1948年7月5日
- 内閣総理大臣指名選挙（1948年2月21日）

衆議院議決（投票者数：421　過半数：211）
芦田均　　（民主党）　：216票
吉田茂　　（自由党）　：180票
片山哲　　（社会党）　：008票
徳田球一　（共産党）　：003票
無効　　　　　　　　　　：014票
第3回国会（臨時会）
会期：1948年10月11日 - 11月30日
- 内閣総理大臣指名選挙（1948年10月14日）

衆議院議決（投票者数：400　過半数：201）
吉田茂　　（民自党）：184票
片山哲　　（社会党）：087票
三木武夫　（国民協同党）：028票
黒田寿男　（労働者農民党）：009票
徳田球一　（共産党）：004票
齋藤晃　　（立憲養正会）：001票
無効　　　　　　　　：087票
衆議院決選投票（投票者数：399　過半数：200）
吉田茂　　（民自党）：185票
片山哲　　（社会党）：001票
無効　　　　　　　　：213票

### 政党
1947年5月18日、民主党は不在であった総裁に芦田が就任し、幣原喜重郎が名誉総裁に就任することを承認した。